# Gonderange
Gonderange (lussemburghese: Gonnereng) è una frazione che fa capo al comune di Junglinster, nel Lussemburgo centrale. 
Fa parte del cantone di Grevenmacher, nel distretto omonimo.